# Roxburgh, Skottland
Roxburgh är en ort i Storbritannien.   Den ligger i kommunen Scottish Borders och riksdelen Skottland, i den centrala delen av landet, 500 km norr om huvudstaden London. Roxburgh ligger 63 meter över havet och antalet invånare är 419.
Terrängen runt Roxburgh är huvudsakligen platt. Roxburgh ligger nere i en dal. Runt Roxburgh är det glesbefolkat, med 12 invånare per kvadratkilometer. Närmaste större samhälle är Kelso, 4,4 km nordost om Roxburgh. Trakten runt Roxburgh består till största delen av jordbruksmark.